# Muzeum Narodowe Brazylii
Muzeum Narodowe Brazylii – muzeum w Rio de Janeiro, najstarsze muzeum w Brazylii i najstarsza instytucja naukowa kraju. 

## Opis
Muzeum mieści się w pałacu, będącym w czasach kolonialnych rezydencją portugalskiej rodziny królewskiej. Kolekcja muzeum do początku września 2018 liczyła ponad 20 milionów eksponatów. W zbiorach muzeum znajdowały się archeologiczne artefakty, skamieliny, starożytna sztuka grecka i sztuka rzymska, eksponaty związane z historią i kulturą Brazylii (w tym kulturą ludów rdzennych). Zbiory archeologiczne cywilizacji europejskich (w tym etruskiej, greckiej i rzymskiej) oraz amerykańskich i afrykańskich, od paleolitu do XIX wieku, liczyły ok. 100 tys. eksponatów.

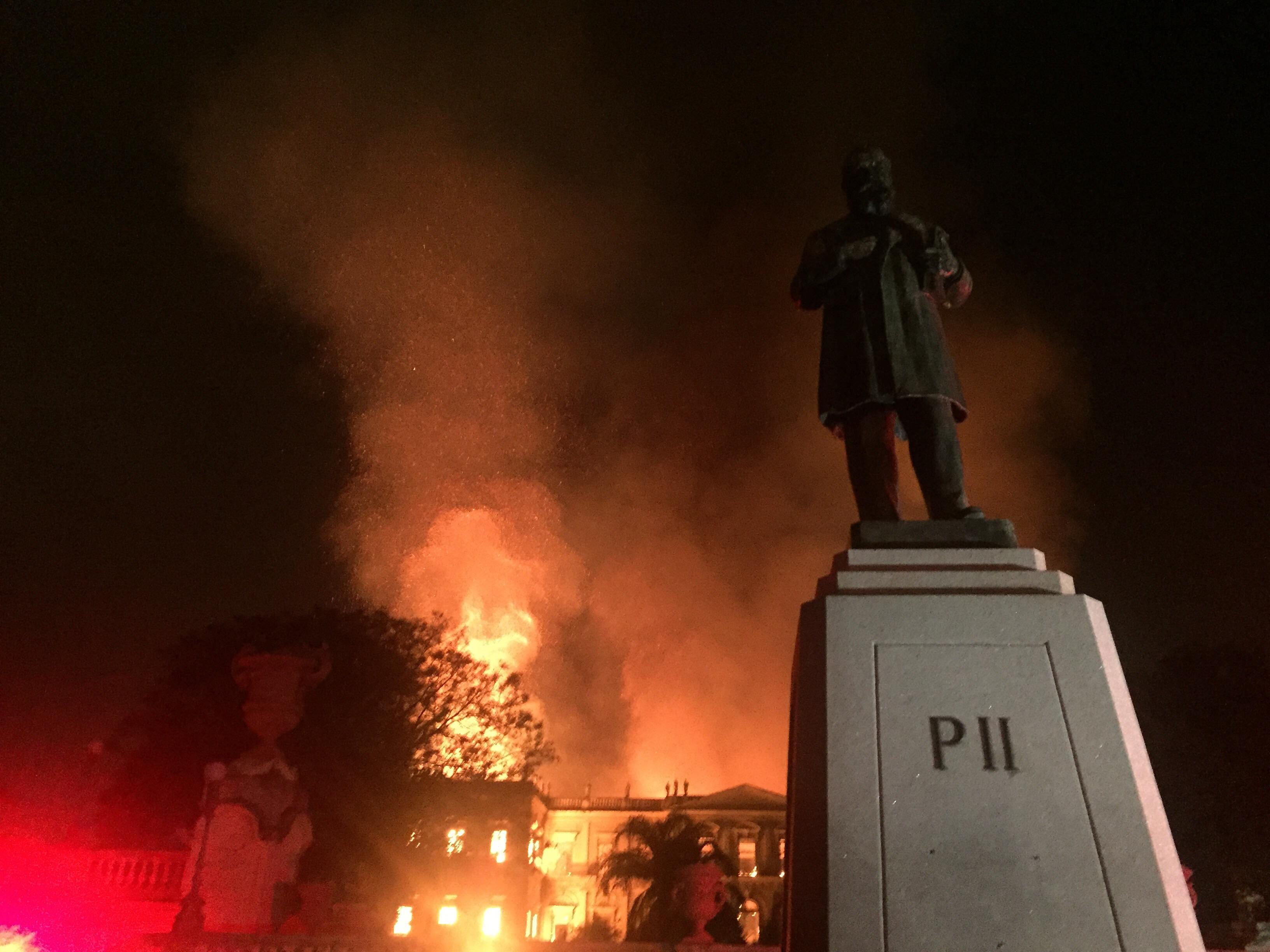
Pożar we wrześniu 2018

## Pożar we wrześniu 2018
2 września 2018 w muzeum wybuchł olbrzymi pożar, który został ugaszony następnego dnia. Spłonęło 90 procent z około 20 milionów eksponatów, w tym między innymi słynna Luzia Woman, zbiór starożytnych egipskich mumii, jedna z największych w Ameryce Łacińskiej kolekcja skamielin dinozaurów oraz kolekcja sztuki greckiej i rzymskiej. Utracone zostały obiekty archeologiczne, paleontologiczne, botaniczne, artystyczne i piśmiennicze gromadzone w muzeum przez 200 lat. Z całej kolekcji muzeum zachowało się jedynie herbarium, meteoryty, niektóre wyroby ceramiczne i minerały oraz zbiory zoologiczne biblioteki głównej.